# Pecq (Belgia)
Pecq –miejscowość i gmina (commune) w Belgii, w Regionie Walońskim, w prowincji Hainaut, w okręgu Tournai-Mouscron. 1 stycznia 2024 r. liczyła 5966 mieszkańców. Powierzchnia gminy wynosi 33,15 km², a jej gęstość zaludnienia wynosi 180 osoby/km².

## Podział administracyjny
W skład gminy wchodzą cztery dzielnice (section):
- Esquelmes
- Hérinnes
- Obigies
- Warcoing (Warkonje)

## Współpraca
Miejscowość partnerska:
- Manéglise, Francja